# Tigre (rifle)
O rifle Tigre era uma cópia espanhola do Winchester Model 1892 fabricada pela Garate, Anitua y Cia., fabricante de armas de Eibar entre 1915 e 1938.

## Antecedentes
Os intensos esforços de marketing do agente da empresa Winchester na Espanha durante as décadas de 1870 e 1880 podem ter levado à popularidade do Tigre na Espanha. Esses esforços incluíram uma visita de Oliver Winchester à Espanha e outros países. Após testes exaustivos e muitas mudanças de projeto, 230 carabinas Winchester Model 1873 (com canos de 22 polegadas, miras métricas, haste de limpeza de comprimento completo e coronha completa) foram vendidas aos militares espanhóis para uso pela Cavalaria e Guarda-Costas Real na década de 1870. Estas são consideradas predecessoras evolutivas das carabinas Winchester Model 1876, mais famosamente fornecidas à Polícia Montada do Noroeste do Canadá. Mais de 2.500 foram posteriormente fabricadas sob licença pelo arsenal espanhol em Oviedo na década de 1890 para manter o pessoal trabalhando enquanto aguardava a chegada do maquinário moderno necessário para a produção dos Mauser Modelo 1893. Estes utilizaram algumas melhorias feitas na Winchester 1876, mas com câmara para .44-40 permitindo assim uma ação mais fina. Variantes de carabina foram feitas para a Cavalaria e o 14º regimento da Guardia Civil. Variantes de rifles foram feitas para alguns outros usuários, como academias militares e sentinelas. Depois de 1893, um novo número desconhecido de carabinas foi adquirido de empresas sediadas em Eibar, mas estas, segundo Madis, eram de qualidade inferior aos modelos fabricados em Oviedo.

## Gênese e história da produção
Os primeiros modelos foram produzidos por Gárate y Anitua em 1915, mas a produção foi provavelmente interrompida pela guerra. Tendo passado a maior parte da Primeira Guerra Mundial fornecendo aos Aliados revólveres de estrutura grande baseados nos projetos da Smith & Wesson e pistolas autocarregáveis Ruby de 7,65 mm Browning, a empresa começou a comercializar os primeiros rifles El Tigre em 1923.
Os rifles El Tigre foram novamente produzidos para atirar o cartucho Winchester .44-40 (conhecido na Espanha como .44 Largo) e tinham um cano redondo perfilado de 22 polegadas (como as carabinas anteriores de 1873/1876) marcado com o nome do fabricante, calibre e a imagem de marca registrada de um Tigre. A coronha era de nogueira espanhola com comprimento de tração de 123⁄4 "e uma placa de metal em forma de meia-lua com um alçapão equipado para armazenamento de uma haste de limpeza articulada na coronha. Uma massa de mira de lâmina ajustada à deriva foi instalada, geralmente anexada a a faixa do cano dianteiro de acordo com a antiga prática espanhola. Foi instalada uma alça de mira de folha tangente militar, semelhante às do rifle Mauser 1893 e mirada a 1000 metros.
O El Tigre foi fabricado tanto para uso civil quanto policial, mas, além de seu uso emergencial durante a Guerra Civil Espanhola, nunca foi emitido como arma militar. Mais de um milhão foram eventualmente produzidos para venda privada (principalmente caçadores), guardas florestais e para policiais e guardas de segurança privada ou de prisões que precisavam de uma arma compacta, mas de longo alcance, para uso em espaços confinados (por exemplo, a divisão ferroviária da Guardia Civil). Certamente o cartucho .44-40 era adequado para caçar a maioria dos animais de caça espanhóis. Muitos também foram exportados para agências policiais ou prisões latino-americanas, levando ao equívoco generalizado de que o El Tigre foi fabricado no México ou em algum outro país latino-americano.
O El Tigre foi substituído em serviço a partir da década de 1940 por carabinas de ação por ferrolho, como a carabina Destroyer e submetralhadoras, com câmara para o cartucho de serviço 9mm Largo. Um grande número foi exportado como excedente para os EUA nas décadas de 1950 e 1960, correspondendo ao crescimento do interesse pela história do Faroeste e pela recolha de armas.
Os rifles El Tigre aparecem frequentemente em fotografias da Guerra Civil Espanhola, geralmente nas mãos da milícia, da polícia ou das forças do escalão de retaguarda.